# 5
5（五）是4与6之间的自然数，是第3個質數。

## 数学性质
- 第3個質數。前一個為3、下一個為7。
  - 同時位於第二對和第一對孿生質數中，分別為（5、 7）以及（3、 5）。
  - 第2个费马素数（{\displaystyle 2^{2^{1}}+1}）
  - 第3个阶乘素数（{\displaystyle 3!-1}）。前一個是3、下一個是7
  - 第1个威尔逊素数
  - 第1個安全質數
  - 第1個畢達哥拉斯質數
  - 第3個陳質數
  - 第2個普羅斯質數
  - 第2個瓦格斯塔夫質數
  - 第2個愛森斯坦質數
  - 第3個索菲熱爾曼質數
  - 在十進制中，它是唯一一個以数字5為個位數的素数，其他以数字5為個位數的數均為5的倍數（注意10是5的倍數，因此對於任何整數n，{\displaystyle 5|10n+5}）。5的倍數的個位數字非0即5。
  - 十進制下，既是可右截短質數，也是可左截短質數
  - 十進制下的可交换素数
  - 此數字雖然是自然質數，但不是高斯質數。前一個有此性質的自然質數是2、下一個是13。（OEIS數列A002313）

其第一象限之高斯質數的整数分解為{\displaystyle \left(2+i\right)\times \left(2-i\right)}。
- 第5個虧數，真因數和為1，虧度為4。前一個為4、下一個為7。
- 第3個不尋常數，大於平方根的質因數為5。前一個為3、下一個為6。
- 第4個無平方數因數的數。前一個為3、下一個為6。
- 第3個佩爾數。前一個為2、下一個為12。
- 第5個斐波那契數。前一個為3、下一個為8。
- 第3個十进制的自我數。前一個為3、下一個為7。
- 第5個十进制的哈沙德數。前一個為4、下一個為6。
- 第4個十进制的等數位數。前一個為3、下一個為7。
- 第2個不可及數。前一個為2、下一個為52。
- 正五邊形為第3個可作圖多邊形。前一個為4、下一個為6。
- 巴都萬數列的第8項
- 連續整數2與3的和，亦為首兩個質數的和，即{\displaystyle {{2}+{3}}=5}。
- 5和6組成了一對魯斯·阿倫數對
- 5出現在兩個勾股數組之中：{\displaystyle 3^{2}+4^{2}=5^{2}}及{\displaystyle 5^{2}+12^{2}=13^{2}}
- 第4個卡塔蘭數
- 速算为乘10，再除以2[1]（乘法、除法正好相反）
- 已知費馬質數個數

### 基本运算
| 乘法                            | 1 | 2  | 3  | 4  | 5  | 6  | 7  | 8  | 9  | 10 |  | 11 | 12 | 13 | 14 | 15 | 16 | 17 | 18 | 19 | 20  |  | 21  | 22  | 23  | 24  | 25  |  | 30  | 50  | 100 | 150 | 1000 |
| ------------------------------- | - | -- | -- | -- | -- | -- | -- | -- | -- | -- |  | -- | -- | -- | -- | -- | -- | -- | -- | -- | --- |  | --- | --- | --- | --- | --- |  | --- | --- | --- | --- | ---- |
| {\displaystyle {{5}\times {x}}} | 5 | 10 | 15 | 20 | 25 | 30 | 35 | 40 | 45 | 50 |  | 55 | 60 | 65 | 70 | 75 | 80 | 85 | 90 | 95 | 100 |  | 105 | 110 | 115 | 120 | 125 |  | 150 | 250 | 500 | 750 | 5000 |

| 除法                    | 1   | 2   | 3                                 | 4    | 5 | 6                                  | 7                                                    | 8     | 9                                 | 10  |  | 11                                               | 12                                  | 13                                                   | 14                                                    | 15                                |
| ----------------------- | --- | --- | --------------------------------- | ---- | - | ---------------------------------- | ---------------------------------------------------- | ----- | --------------------------------- | --- |  | ------------------------------------------------ | ----------------------------------- | ---------------------------------------------------- | ----------------------------------------------------- | --------------------------------- |
| {\displaystyle 5\div x} | 5   | 2.5 | {\displaystyle 1.{\overline {6}}} | 1.25 | 1 | {\displaystyle 0.8{\overline {3}}} | {\displaystyle 0.{\overline {7}}1428{\overline {5}}} | 0.625 | {\displaystyle 0.{\overline {5}}} | 0.5 |  | {\displaystyle 0.{\overline {4}}{\overline {5}}} | {\displaystyle 0.41{\overline {6}}} | {\displaystyle 0.{\overline {3}}8461{\overline {5}}} | {\displaystyle 0.3{\overline {5}}7142{\overline {8}}} | {\displaystyle 0.{\overline {3}}} |
| {\displaystyle x\div 5} | 0.2 | 0.4 | 0.6                               | 0.8  | 1 | 1.2                                | 1.4                                                  | 1.6   | 1.8                               | 2   |  | 2.2                                              | 2.4                                 | 2.6                                                  | 2.8                                                   | 3                                 |

| 乘方                      | 1 | 2  | 3   | 4    | 5    | 6     | 7     | 8      | 9       | 10      |  | 11       | 12        | 13         | 14         | 15          |
| ------------------------- | - | -- | --- | ---- | ---- | ----- | ----- | ------ | ------- | ------- |  | -------- | --------- | ---------- | ---------- | ----------- |
| {\displaystyle {{5}^{x}}} | 5 | 25 | 125 | 625  | 3125 | 15625 | 78125 | 390625 | 1953125 | 9765625 |  | 48828125 | 244140625 | 1220703125 | 6103515625 | 30517578125 |
| {\displaystyle {{x}^{5}}} | 1 | 32 | 243 | 1024 | 3125 | 7776  | 16807 | 32768  | 59049   | 100000  |  | 161051   | 248832    | 371293     | 537824     | 759375      |

### 其他相關
- 正五邊形
- 柏拉圖立體有5個
- 五進制
- 五阶魔方
- 五子棋
- 五角柱體、五角錐體
- 三角形的五心：形心、外心、內心、垂心、旁心

## 在時間與曆法上
- 在公曆紀年方面，人類對公元前5年、公元5年，公元前5世纪及公元5世纪均有記載。
- 現代國際通用的西曆，則將1年分成12个月。12个月每月長度不一，但都有5日，分別為1月5日、2月5日、3月5日、4月5日、5月5日、6月5日、7月5日、8月5日、9月5日、10月5日、11月5日和12月5日。

## 在科学中
- 硼的原子序數為5。[2]
- 人有5種感官：視覺、聽覺、嗅覺、味覺、觸覺。
- 在幽浮学上把人与外星生物接触分为五类接触。

## 在自然界中
- 哺乳類、大多數爬虫類、鳥類的手腳有5指。
- 灵长类以四肢都有5个趾头作为划分。

## 在歷史中
- 三皇五帝
- 五胡亂華、五胡十六國時期：五胡指匈奴、鮮卑、羯、羌、氐五個胡人遊牧民族。
- 五代十國：五代指後梁、後唐、後晉、後漢、後周五個國家。

## 在人类文化中
- 五行思想認為金、木、水、火、土這5種事物是萬物的根本，而亚里士多德有类似的“五元素说”，认为世界由水、土、火、空气、以太五种元素组成。
- 五大洋為太平洋、大西洋、印度洋、南冰洋、北冰洋。
- 貨幣常用面額，如5歐元。
- 儒家的五經是《詩經》、《尚书》、《易经》、《礼记》和《春秋》。
- 基督教的摩西五經是《創世記》、《出埃及記》、《利未記》、《民數記》、《申命記》。
- 宗教改革运动时期路德宗基本神学信仰五个唯独为唯独恩典、唯独信心、唯独圣经、唯独基督、唯独荣耀上帝。
- 在樂理中，簡譜上的sol音用5表示；在音樂中，有中國五聲音階和日本五聲音階，中國古代之五音為宮、商、角、徵、羽。
- 在塑膠分類標誌中，代表聚丙烯。
- 13號碰上星期五的日子13號星期五，又稱為黑色星期五。
- 五权宪法中的“五权”指行政、立法、司法、考試、監察一共五个政府权力；《逸周书》中的“五权”指地、物、鄙、刑、食一共五个统治者治军治国应权衡的事；《汉书》中的“五权”指铢、两、斤、钧、石一共五个重量单位。
- 五族共和中的“五族”指汉族、满族、蒙族、回族、藏族。
- 五帝指黄帝、颛顼、帝喾、尧、舜。（《史记·五帝本纪》、《礼记》和《春秋国语》说法）
- 五常指仁、義、禮、智、信；五育指德、智、體、群、美；五福指壽、富、康寧、攸好德、考終命；五倫指君臣、父子、夫婦、兄弟、朋友；五義指父義、母慈、兄友、弟恭、子孝。
- 五恥：居其位，無其言。有其言，無其行。旣得之而又失之。地有餘而民不足。眾寡均而倍焉。
- 五言律詩、五言絕詩。
- 五岳指北岳恒山、南岳衡山、西岳华山、东岳泰山、中岳嵩山。
- 五牲指牛、羊、豕、雞、犬；五穀是指米、麦、粟、黍、豆，古人有「五穀豐收」或「五穀豐登」的說法；五味指酸、甜、苦、辣、咸；五虫指毛虫（哺乳类）、羽虫（鸟类）、鳞虫（鱼类、昆虫类、爬行类）、介虫（甲壳类、两栖类）、倮虫（人类）。
- 清教徒搭乘五月花號前往美洲大陸。
- 奧運会的旗帜图案是由5個環組合在一起的奥林匹克五环。（日本奧運稱為五輪）
- 五的大寫伍也是姓氏。
- 现代经济学领域把产业分为五级，第一产业包括一切直接从地球开采资源的行业，第二产业包括所有进行加工的行业，第三产业指一切提供服务的行业，第四产业指为全社会进行学术研究探索和维持秩序的行业，第五产业指文化和创意的行业。
- 英文五個母音為a、e、i、o、u。
- 日本人認為「5」是吉祥的數字，因為和幸運的日文發音相近[來源請求]。
- 在泰國網絡用語當中，由於5的泰語發音就是「哈」（ห้า），所以555就是大笑的意思。

## 在中醫學上
- 五體：骨、筋、脉、肉、皮
- 五官：眼、耳、口、鼻、舌
- 五臟：肝、心、脾、肺、腎
- 五色：青、黄、赤、白、黑

## 在體育中
- 在棒球中，5是三壘手的代號。

## 在其它领域中
- 美國文化中，High five代表了為了成功而擊掌的手勢，有時也做Give me five（直譯為：給我5）
- 5，RAM推出的美少女遊戲。
- 5也是一種口香糖的品牌。
- 根据英美协定，美国、加拿大、英国、澳大利亚、新西兰组成五眼联盟共享各项军事与机密情报。
- 中国大陆政治术语中的“黑五类”、“红五类”。
- 香港立法會地方直選分為5大分區，另衍生出五區公投運動。
- 2019年香港反修例運動參與者提出口號「五大訴求，缺一不可」。

## 另見
- 名稱以開頭的所有条目
- 名稱以開頭的所有条目